# CzestMAN
CzestMAN – miejska sieć komputerowa, utworzona w 1994 roku na mocy porozumienia rektorów czterech szkół wyższych w Częstochowie – Politechniki Częstochowskiej, Akademii im. Jana Długosza (ówczesnej Wyższej Szkoły Pedagogicznej), Akademii Polonijnej (ówczesnej Wyższej Szkoły Języków Obcych i Ekonomii) i Wyższego Seminarium Duchownego.
Sieć jest jednym z głównych ogniw ogólnopolskiej sieci optycznej PIONIER. 

## Charakterystyka
Jednostką wiodącą w zakresie budowy, utrzymania i rozwoju sieci oraz jej operatorem jest Politechnika Częstochowska. Organem doradczym w sprawach funkcjonowania i rozwoju sieci jest Rada Użytkowników MSK CzestMAN. Obecnie w jej skład wchodzą reprezentanci Politechniki Częstochowskiej, Akademii Jana Długosza, Akademii Polonijnej oraz Urzędu Miasta Częstochowy.
Projektowanie sieci rozpoczęto w 1992 roku. Była ona jednym z głównych ogniw tworzących sieć POL-34 oraz koordynatorem projektu celowego pt. ”CLUSTERIX – Krajowy Klaster Linuxowy (National Cluster of Linux Systems)”.
MSK CzestMAN posiada 7 węzłów głównych i 10 pomocniczych, połączonych siecią światłowodową o długości 18 km, umieszczoną w kanalizacji zarówno dzierżawionej jak i własnej. W sieci użytkowane są 3 odcinki radiolinii w paśmie licencjonowanym o łącznej długości 24 km. W warstwie transmisyjnej jest jednolicie stosowany protokół Ethernet na łączach o przepływności 100 Mb/s – 10 Gb/s.